# Problem muktašenja
Problem muktašenja (engl. free-rider problem) je dilema koja je pojaviljva u polju: ekonomije, kolektivnom pregovaranju, političkim znanostima u kojoj pojedinac ili neka skupina troši ili konzumira neke resurse bez naplate ili tako što ne plaća punu cijenu za tu uslugu ili resurs.

## Problem
Problem muktašenja je za mnoge okrenuto u pitanje kako umanjiti muktašenje i negativne utjecaje na ekonomiju i na društvo. Primjerice muktašenje postaje ekonomski problem kada negativno utječe na stvaranje javnih dobara (neprodukcije, ili podprodukcije) Pareto neefikasnost, ili dovodi do prekovišnog iskorištavanja nekog javnog dobra.
Primjer muktašenja je recimo kada netko ili skupina ljudi koristi javni prijevoz, a da nisu kupili kartu za svoje vožnje. Ako puno ljudi radi istu radnju, tada je moguće da za tu djelatnost neće biti dovoljno novaca. Tada država ili neka druga organizacija koja održava javni prijevozni sistem neće imati dovoljno novaca za održavanje ili daljnje unaprijeđivanje. Tako zbog izbjegavanja plaćanja karte za vožnju država ili koncesionar dižu cijene, i efekt toga je još manji broj putnika u prijevozu. S druge strane zbog skupog javnog prijevoza, sve više putnika rabe osobne automobile i time zakrčuju prometnice i prometince pod teretom vozila počinju raspadati brže. 
Krajnji utjecaj neefikasnosti može proiyvesti visoke poreze ili visoke cijene neke usluge.  Isto tako primjer muktašenja je i neplaćanje dijela poreznih obveza, a te se porezne obveze koriste za održavanja cesta, bolnica i druge javne infrastrukutre. Jer ako je broj korisnika veliki, a broj onih koji sudjeluju u plaćanju za tu uslugu je mali ili nedovoljan tada nastaje ekonomska neefikasnost

## Pogađanje
Prilikom pogađanja ili cijenkanja, igrači obično stavljaju podcijenjene ponude odnosno niske ponude, u cilju da plate manje ili da dobiju više za ono što su voljni ponuditi. To stvara određene probleme jer je nemoguće saznati koje su istinske namjere igrača i koju su cijenu voljni prihvatiti. Ovim se stvara neefikasna preraspodijela dobara. 
U kontekstu radničkih sindikatima muktaš je zaposlenik koji ne plaća svoju sindikalnu članarinu ali opet prima sve beneficije koje je sindikat izborio s nekom tvrtkom za svoje članove. U SAD-u sindikati moraju kada se izbore za radne uvjete uključiti i one radnike koje oni ne predstavljaju u svom pregoravanju s poslodavcima. Muktašenje je dugo bio problem u pravosuđu i u politici. Prema kanadskom zakonu primjenjue se tzv. randova formula postoji pravilo po kojem svi radnici moraju plaćati članarinu za sindikat bez obzira na njihovo stajalište o potrebi za sindikalnim članstvom. 